# Ford 1949
Ford 1949 – gama amerykańskich samochodów osobowych marki Ford produkowanych od czerwca 1948 roku w ramach lat modelowych 1949–1951. Obejmowała dwa modele niższego segmentu cenowego klasy pełnowymiarowej (full-size car): Ford DeLuxe i Custom (Custom DeLuxe), produkowane w kilku wersjach nadwoziowych. Zgodnie z amerykańską praktyką, samochody te przeszły lifting w 1950 i 1951 roku modelowym, a w 1952 roku zostały zastąpione przez nową gamę modeli. Łącznie wyprodukowano ich w USA ponad 3,3 miliona sztuk. Stanowiły one pierwsze Fordy nowej konstrukcji po II wojnie światowej, odróżniające się od bezpośredniej amerykańskiej konkurencji nowoczesnym pontonowym nadwoziem; były też produkowane za granicą i eksportowane.

## Model 1949

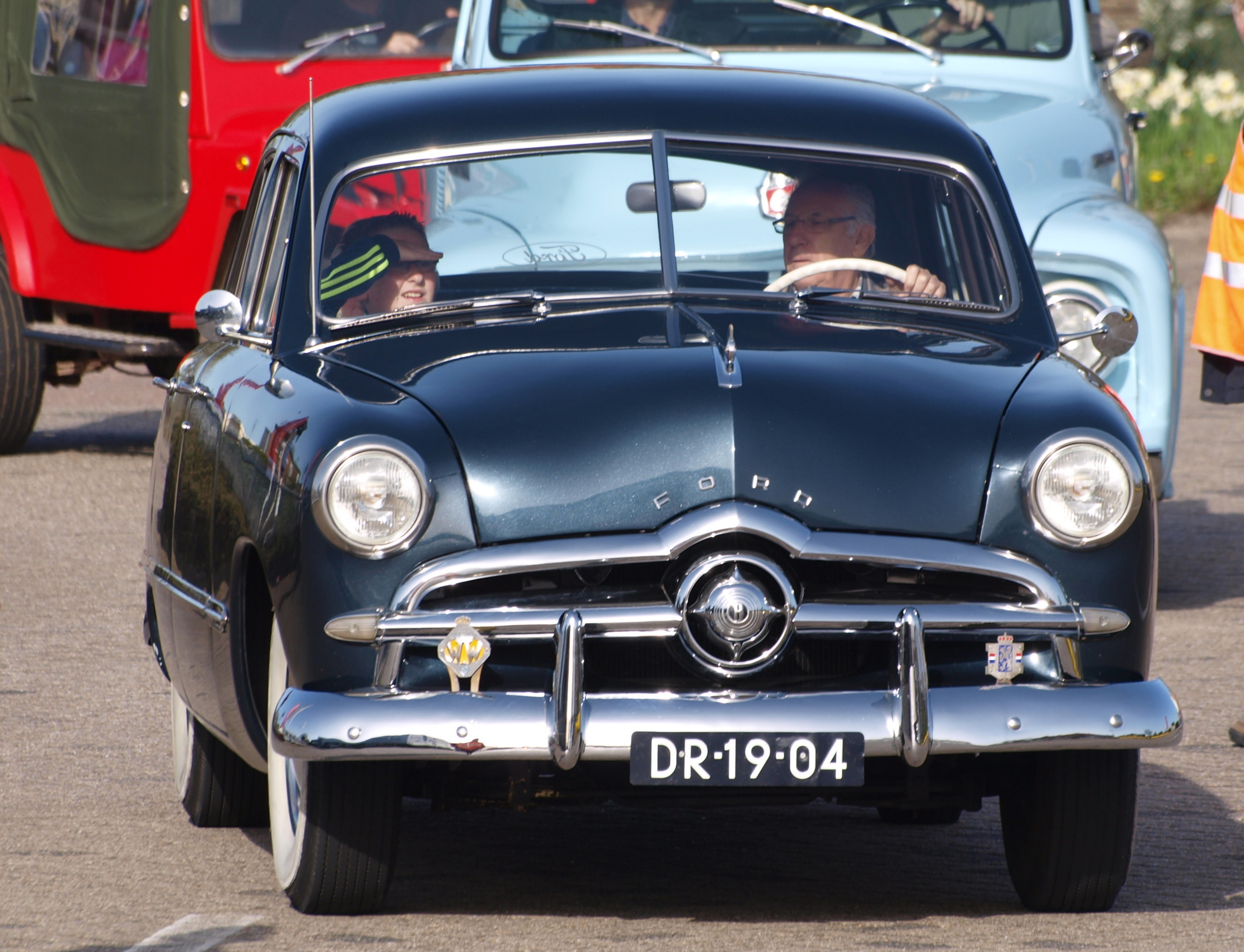
1949 Ford Custom od przodu

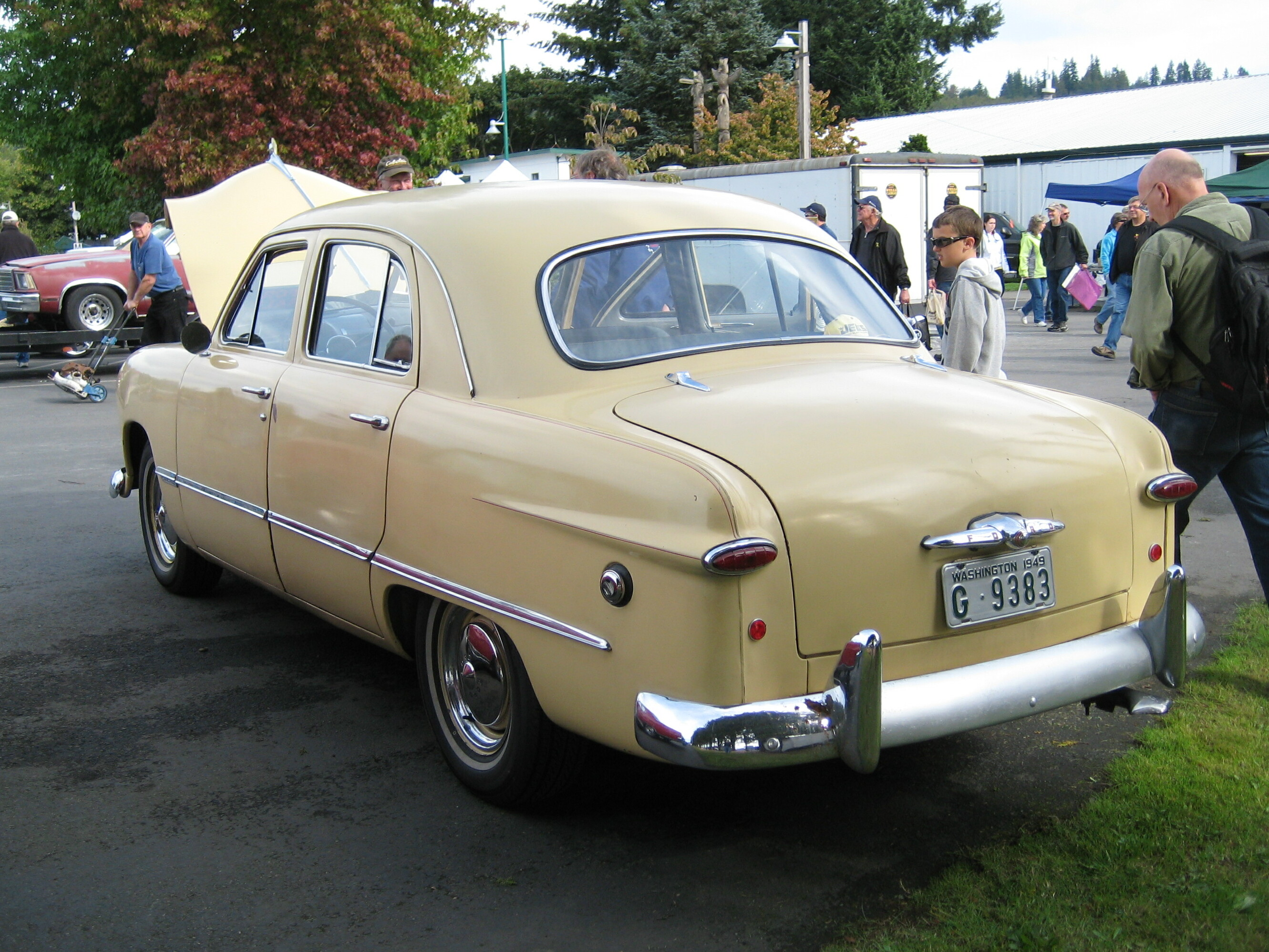
1949 Ford Custom sedan od tyłu

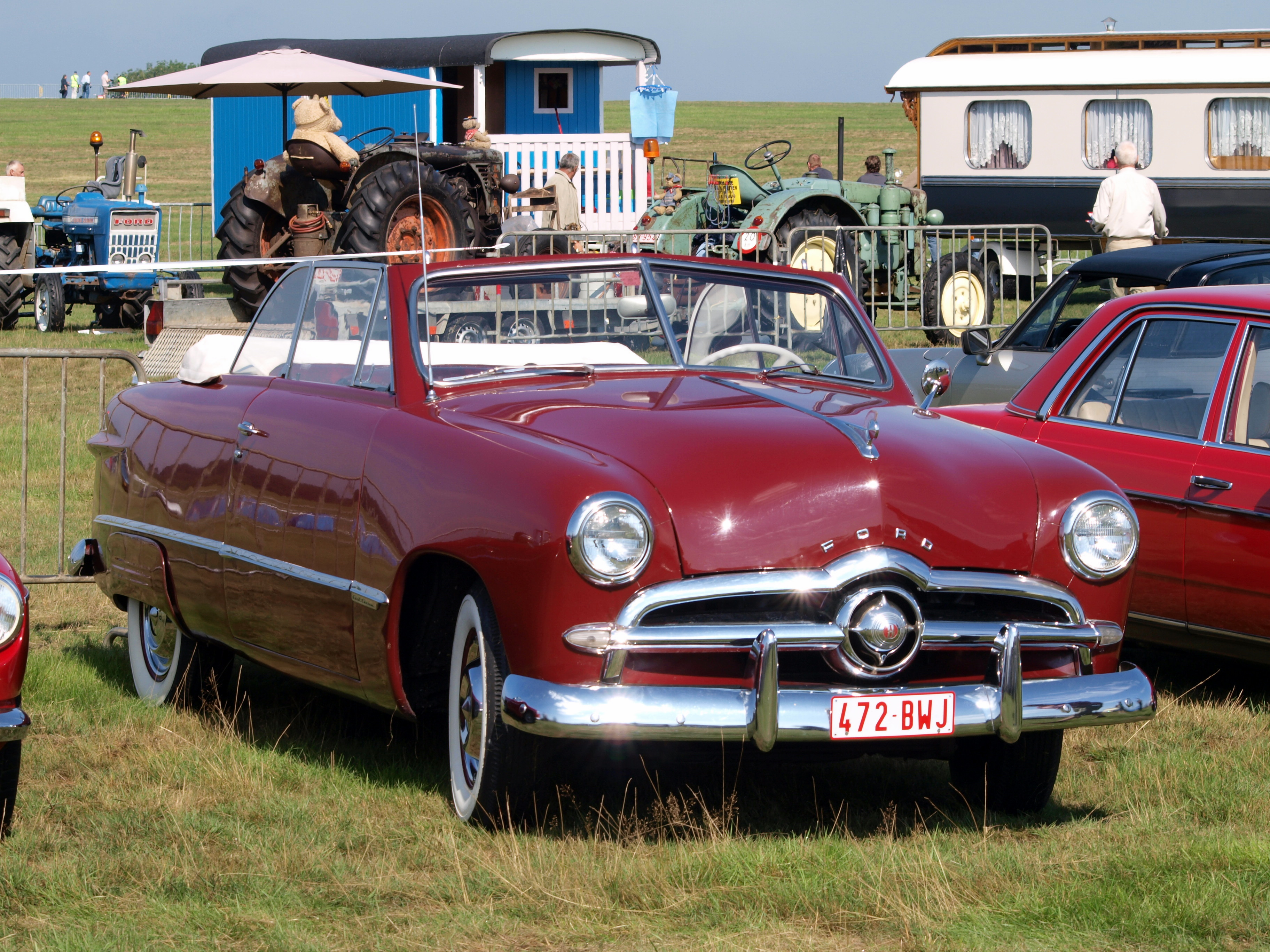
1949 Ford Custom convertible

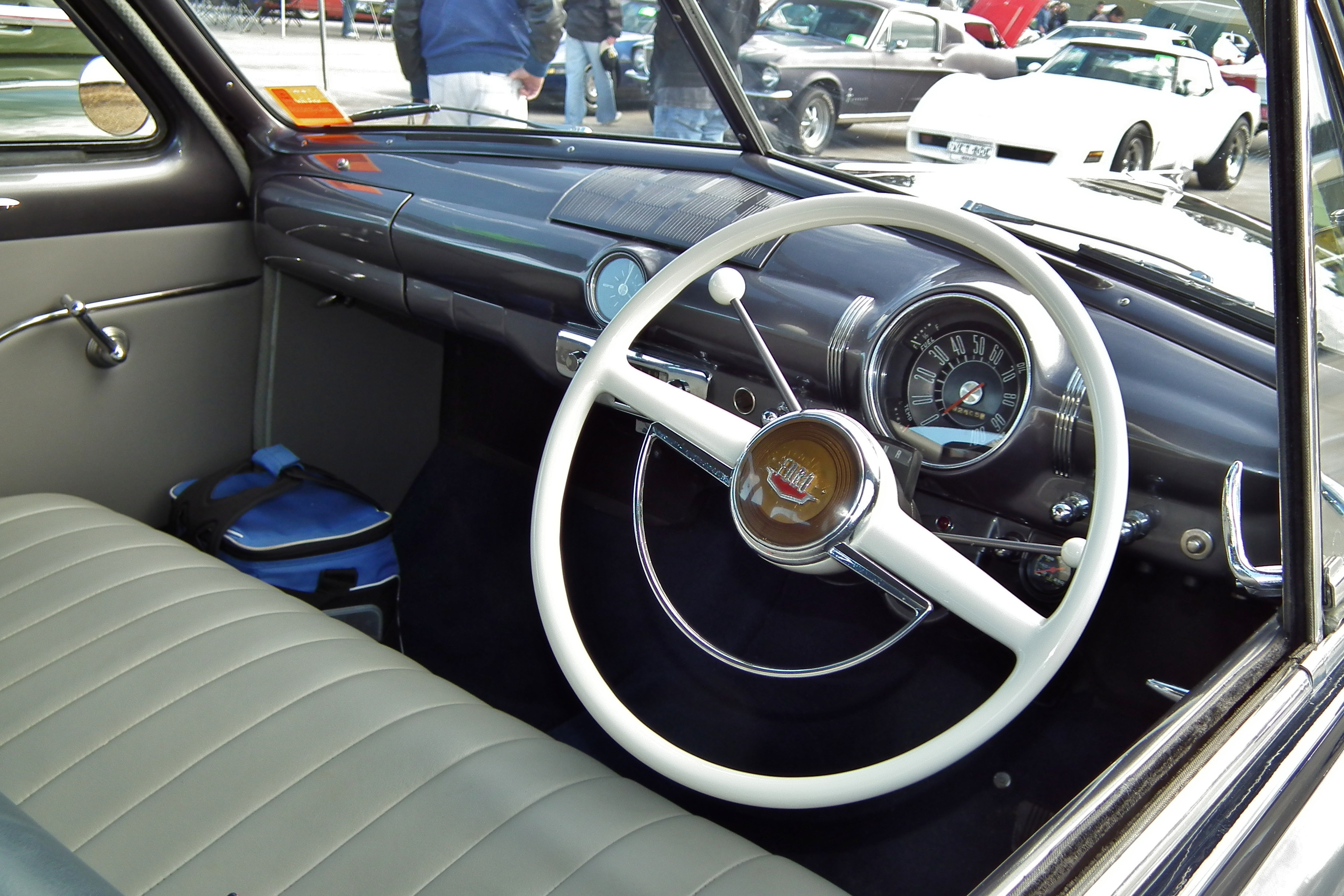
Deska przyrządów Forda 1949 (wersja australijska)

Nowa gama amerykańskich samochodów Forda, oznaczonych jako 1949 rok modelowy, została wprowadzona na rynek już w czerwcu 1948 roku. Ford tym samym wyprzedził z wprowadzeniem pierwszych całkowicie nowych powojennych konstrukcji dwóch głównych konkurentów z popularnego segmentu cenowego: Chevroleta i Plymoutha, o odpowiednio sześć i dziewięć miesięcy, a przy tym nowe samochody Forda były najnowocześniej z nich stylizowane. Gama obejmowała dwa bliźniacze modele, tej samej wielkości, produkowane w kilku odmianach nadwoziowych: podstawowy DeLuxe (określany też w części literatury po prostu jako bazowy Ford) i lepiej wykończony Custom, będący następcą modelu Super DeLuxe.
Modele Forda z 1949 roku wprowadziły nadwozie w nowoczesnym stylu pontonowym, z jednolitymi zaoblonymi ścianami bocznymi, bez wystających na boki błotników z przodu ani z tyłu. Stylistyka nowych Fordów była określana potocznie, jako „pudełko na buty” (shoe-box). Maska była stosunkowo spłaszczona i niewiele wystawała ponad błotnikami przednimi, w których górnej części były wkomponowane pojedyncze okrągłe reflektory. Szyba przednia była dzielona pośrodku, wykonana z dwóch płaskich szyb ustawionych pod niewielkim kątem względem siebie, natomiast szyba tylna była lekko wygięta. Powierzchnia oszklenia zwiększyła się w stosunku do poprzedniej generacji z 1941 roku, polepszając widoczność. Pomimo nieco mniejszej szerokości zewnętrznej, samochody oferowały również znacznie szersze i wygodniejsze wnętrze. Nowe podwozie oraz nadwozie niższe o około 9 cm znacząco poprawiły prowadzenie i komfort jazdy. W stosunku do poprzedniej generacji ulepszono też wykończenie wnętrza i deskę rozdzielczą, w tym przeniesiono prędkościomierz na wprost przed kierowcę (uprzednio był nieco z prawej strony).
W nadwoziu występowały elementy zaczynającej się wówczas mody aerokosmicznej, przede wszystkim forma atrapy przedniej oraz niewielkie owalne poziome światła tylne na przedłużeniu „rakietek” wkomponowanych w tylne błotniki. Chromowana atrapa chłodnicy miała poziomą belkę, na całą szerokość, z dużym centralnym ozdobnym stożkiem w obręczy, imitującym wlot powietrza w samolocie odrzutowym. Na czubku stożka była cyfra 6 lub 8 oznaczająca liczbę cylindrów silnika. Środkowa belka była zakończona po bokach kloszami świateł postojowych (pełniących rolę kierunkowskazów). Od góry i po bokach otwór atrapy był obramowany drugą chromowaną belką, wygiętą ponad centralnym stożkiem, a pośrodku nad nią był na masce umieszczony wygięty napis z metalowych liter: FORD. Od dołu atrapę ograniczała trzecia pozioma belka, umieszczona za szerokim chromowanym zderzakiem. Pośrodku maski była wzdłużna listwa ozdobna, zakończona wystającą pionową ozdobą w formie spłaszczonej sfery. Z boku nadwozia samochody miały poziomą listwę ze stali nierdzewnej, zaczynającą się za wnękami przednich kół i ciągnącą się tuż nad wnękami kół tylnych. Model Custom miał w przedniej części listwy wygrawerowaną nazwę, ponadto z zewnątrz różnił się chromowanymi obwódkami przedniej i tylnej szyby. Trzydrzwiowe kombi Custom Station Wagon, w amerykańskim ozdobnym stylu woody, miało nadwozie stalowe, lecz zewnętrzne boczne panele przedziału pasażerskiego były wykonane ze sklejki. Kombi było ośmioosobowe, a jego tylne siedzenie było demontowane.
Gamę modeli i nadwozi stanowiły początkowo:

DeLuxe:
- 2-Door (Tudor) Sedan – 2-drzwiowy sześciomiejscowy sedan (tudor)
- 4-Door (Fordor) Sedan – 4-drzwiowy sześciomiejscowy sedan
- Coupe – 2-drzwiowe trzymiejscowe coupé
- Club Coupe – 2-drzwiowe pięciomiejscowe coupé

 Custom:
- 2-Door (Tudor) Sedan – 2-drzwiowy sześciomiejscowy sedan (tudor)
- 4-Door (Fordor) Sedan – 4-drzwiowy sześciomiejscowy sedan
- Club Coupe – 2-drzwiowe pięciomiejscowe coupé
- Convertible – 2-drzwiowy sześciomiejscowy kabriolet (dach podnoszony hydraulicznie)
- Station Wagon – 3-drzwiowe ośmiomiejscowe kombi

Podwozie było całkiem nowe, sztywniejsze niż w poprzednich modelach, oparte na spawanej ramie nośnej, przy zachowaniu takiego samego rozstawu osi 114 cali (290 cm). Silnik umieszczony był klasycznie – wzdłużnie z przodu, napęd przenoszony był na tylne koła za pomocą sztywnej osi z mostem napędowym. W stosunku do poprzedniej generacji wprowadzono wał napędowy Hotchkissa z przekładnią hipoidalną, obniżając tunel we wnętrzu. W zawieszeniu przestarzałe resory poprzeczne zastąpiono przez sprężyny śrubowe z przodu i wzdłużne resory półeliptyczne z tyłu. Rozmiar opon radialnych wynosił 6,00 × 16 (w kombi 7,10 × 15). Stosowano dwa silniki dolnozaworowe (L-head), wywodzące się z poprzednich lat:
- 6-cylindrowy R6 – 3,7 l (226 in³), stopień sprężania 6,7:1, moc 95 KM
- 8-cylindrowy V8  – 3,9 l (239 in³), stopień sprężania 6,75:1, moc 100 KM.

W standardzie był silnik 6-cylindrowy (Six) i 3-biegowa mechaniczna skrzynia biegów, opcją był silnik V8 lub nadbieg (overdrive). Specjalną odmianą, dostępną jedynie dla służb policyjnych, był silnik V8 4,2 l (255 in³) o mocy 110 KM. Wyposażenie dodatkowe było ubogie i obejmowało przede wszystkim radio (78 dolarów), nagrzewnicę oraz ozdobne opony z białymi ścianami.
W 1949 roku modelowym wyprodukowano w USA 1 118 740 samochodów osobowych Ford, co dało tej marce pierwsze miejsce pod względem udziału w rynku (21,65%), czemu jednak sprzyjał wyjątkowo długi 16-miesięczny rok modelowy. Zdecydowaną większość produkcji (81,73%) stanowił model Custom, a najliczniejszą odmianą był dwudrzwiowy sedan Custom (433 316 sztuk), w cenie podstawowej (bez wyposażenia dodatkowego) 1511 dolarów. Drugą co do popularności odmianą był czterodrzwiowy sedan Custom (248 176 sztuk), za 1558 dolarów. Powstało nadto 51 133 kabrioletów i 31 412 kombi. Ceny podstawowe całej gamy wynosiły od 1333 (DeLuxe Coupe) do 2119 dolarów (Custom Station Wagon). Oprócz tego, samochody Ford we wszystkich latach były przedmiotem eksportu. Produkowano je w USA w 15 fabrykach: w Dearborn, Chester, Atlancie, Buffalo, Chicago, Dallas, Edgewater, Kansas City, Long Beach, Louisville, Memphis, Norfolk, Richmond, Somerville i Saint Paul.

## Model 1950

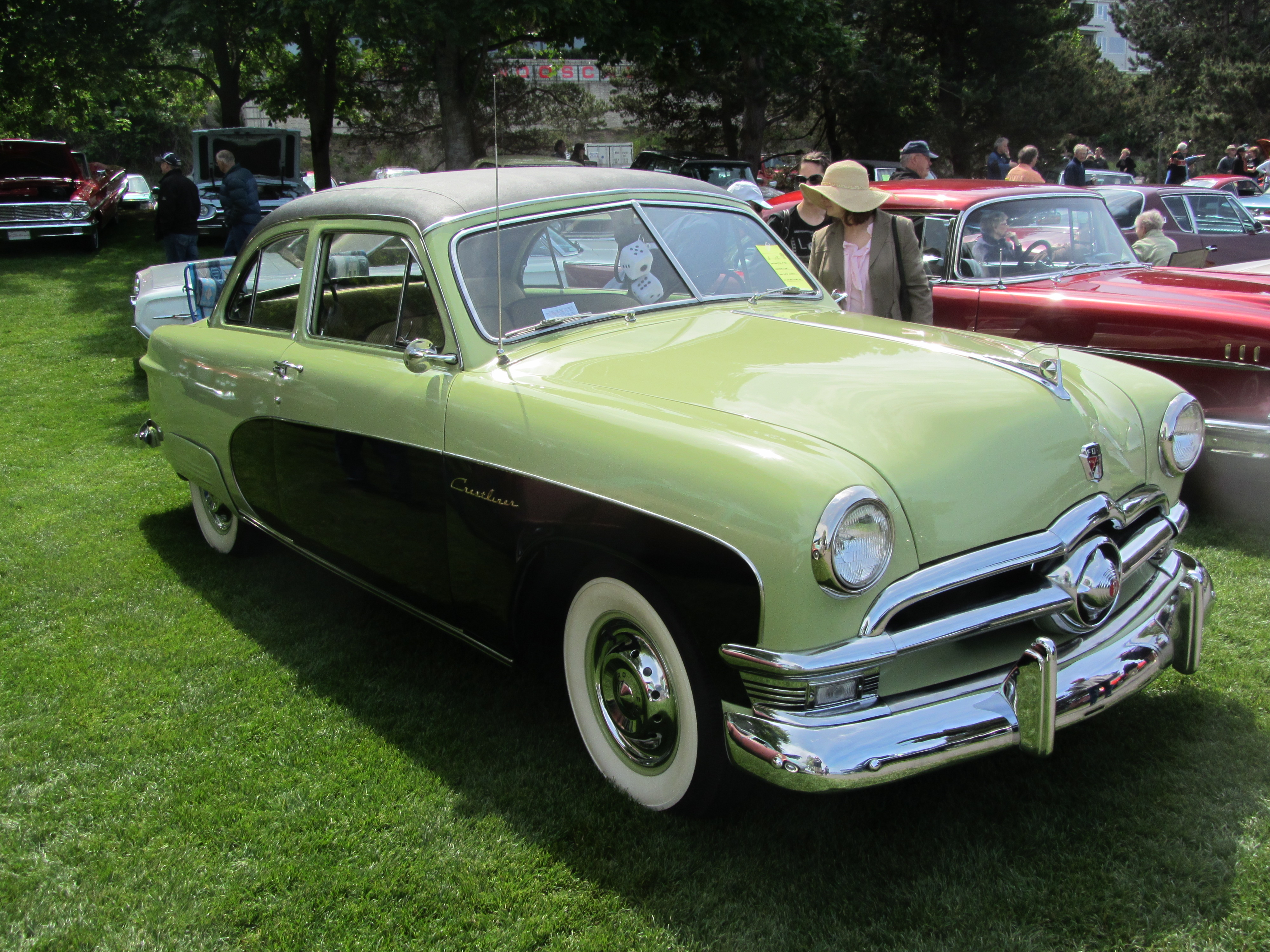
1950 Ford Custom Crestliner

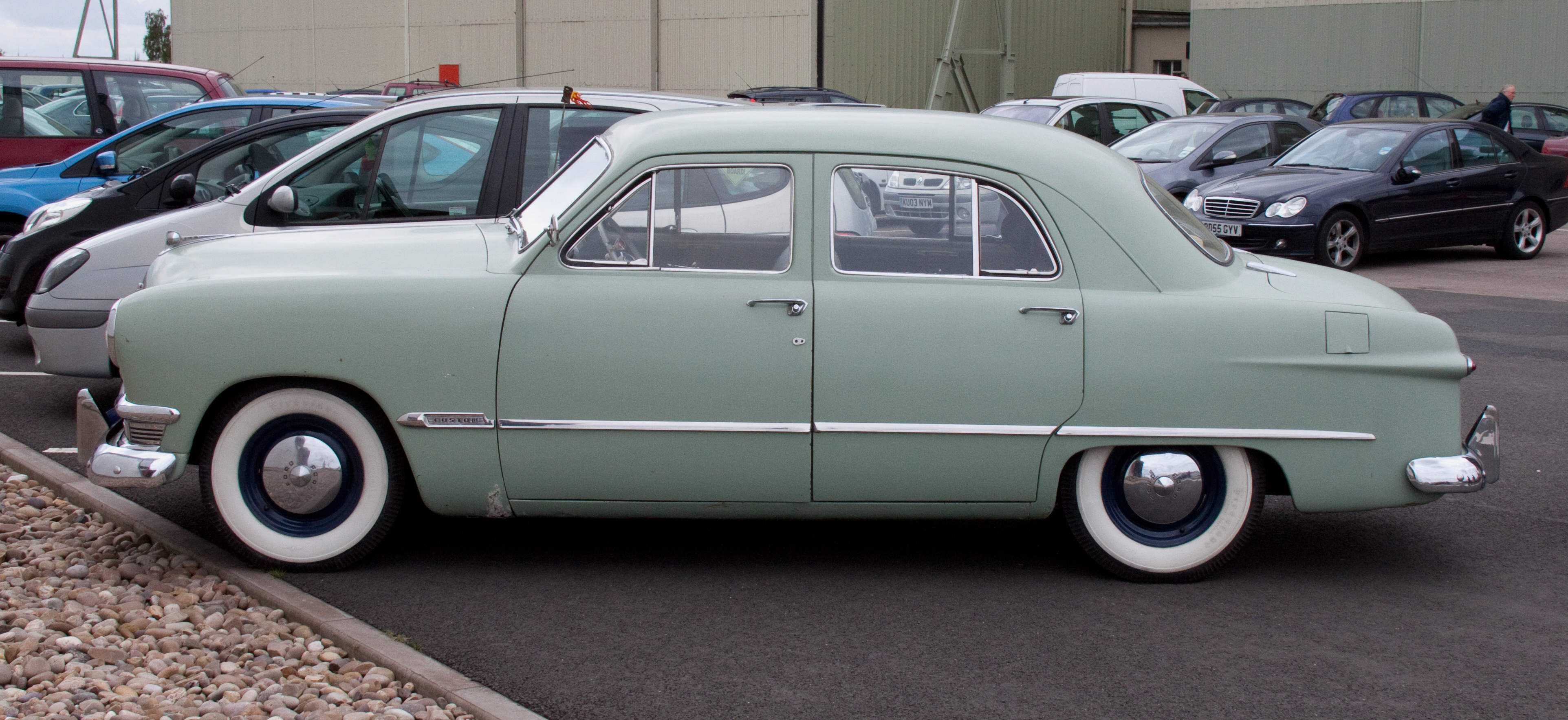
1950 Ford Custom DeLuxe 4-Door Sedan

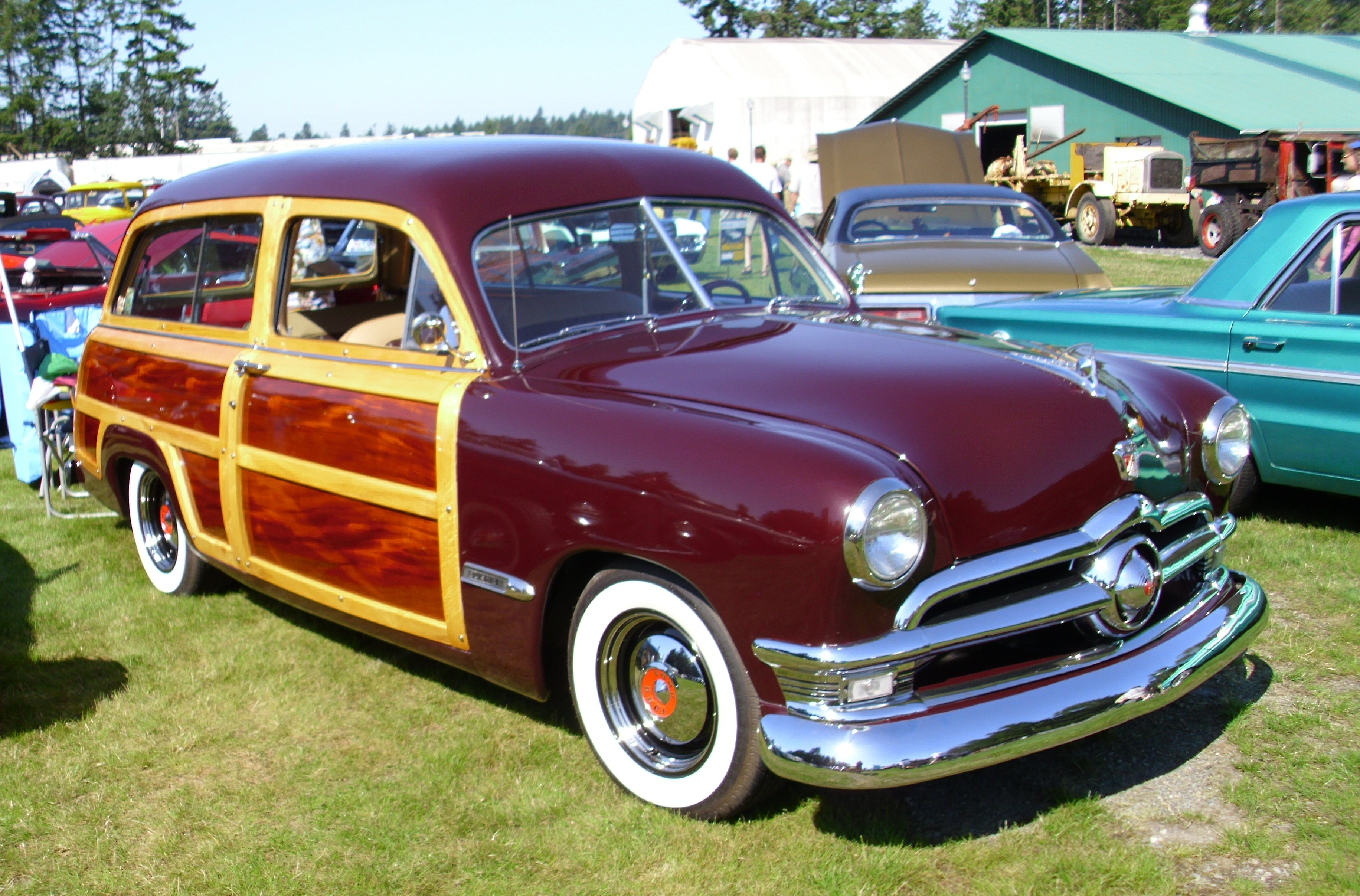
1950 Ford Custom DeLuxe Country Squire

Modele Forda na rok 1950 zostały zaprezentowane w listopadzie 1949 roku. Zmiany zewnętrzne były niewielkie – zachowano podobną atrapę chłodnicy, lecz światła postojowe/kierunkowskazy zostały umieszczone osobno, na karbowanych chromowanych wstawkach między środkową a dolną belką atrapy. Belki te zostały ponadto przedłużone, sięgając na boki samochodu. Napis FORD z przodu maski został zastąpiony przez nowy znak firmowy, w formie tarczy z polami: białym, czerwonym i niebieskim, stosowany do połowy lat 60. Zmieniła się też ozdoba na masce.
Model Custom otrzymał od tego roku nazwę Custom DeLuxe. W gamie odmian pojawił się Custom DeLuxe Crestliner, stanowiący lepiej wykończoną bardziej ekskluzywną wersję dwudrzwiowego sedana, m.in. z dachem pokrytym winylem i innymi listwami bocznymi. Zaprzestano natomiast produkcji tańszego pięciomiejscowego coupe (DeLuxe Club Coupe). Wersja kombi otrzymała po raz pierwszy nazwę Country Squire (pełna nazwa: Custom DeLuxe Country Squire). Silniki pozostały takie same, z silnikiem R6 w standardzie, z tym, że odmiany Convertible i Crestliner były dostępne tylko z silnikiem V8.
Gamę nadwozi i modeli stanowiły:

 DeLuxe:
- 2-Door (Tudor) Sedan – 2-drzwiowy sześciomiejscowy sedan (tudor)
- 4-Door (Fordor) Sedan – 4-drzwiowy sześciomiejscowy sedan
- Coupe – 2-drzwiowe trzymiejscowe coupé

 Custom DeLuxe:
- 2-Door (Tudor) Sedan – 2-drzwiowy sześciomiejscowy sedan (tudor)
- Crestliner – 2-drzwiowy sześciomiejscowy sedan (tudor)
- 4-Door (Fordor) Sedan – 4-drzwiowy sześciomiejscowy sedan
- Club Coupe – 2-drzwiowe pięciomiejscowe coupé
- Convertible – 2-drzwiowy sześciomiejscowy kabriolet
- Country Squire Station Wagon –  3-drzwiowe ośmiomiejscowe kombi

W 1950 roku modelowym wyprodukowano na rynek USA 1 209 549 samochodów osobowych Ford, co dawało drugie miejsce pod względem udziału w rynku (18,26%). Większość produkcji (67,89%) stanowił model Custom DeLuxe, a najliczniejszą wersją był nadal Custom DeLuxe 2-Door Sedan (398 060 sztuk), w takiej samej cenie podstawowej 1511 dolarów. Ogółem czterodrzwiowych sedanów obu modeli powstało w tym roku około dwa razy mniej, niż dwudrzwiowych. Ceny pozostały na podobnym poziomie, wynosząc od 1332 (DeLuxe Coupe) do 2111 dolarów (Custom DeLuxe Country Squire Station Wagon). Ford Custom DeLuxe Crestliner kosztował 1779 dolarów.

## Model 1951

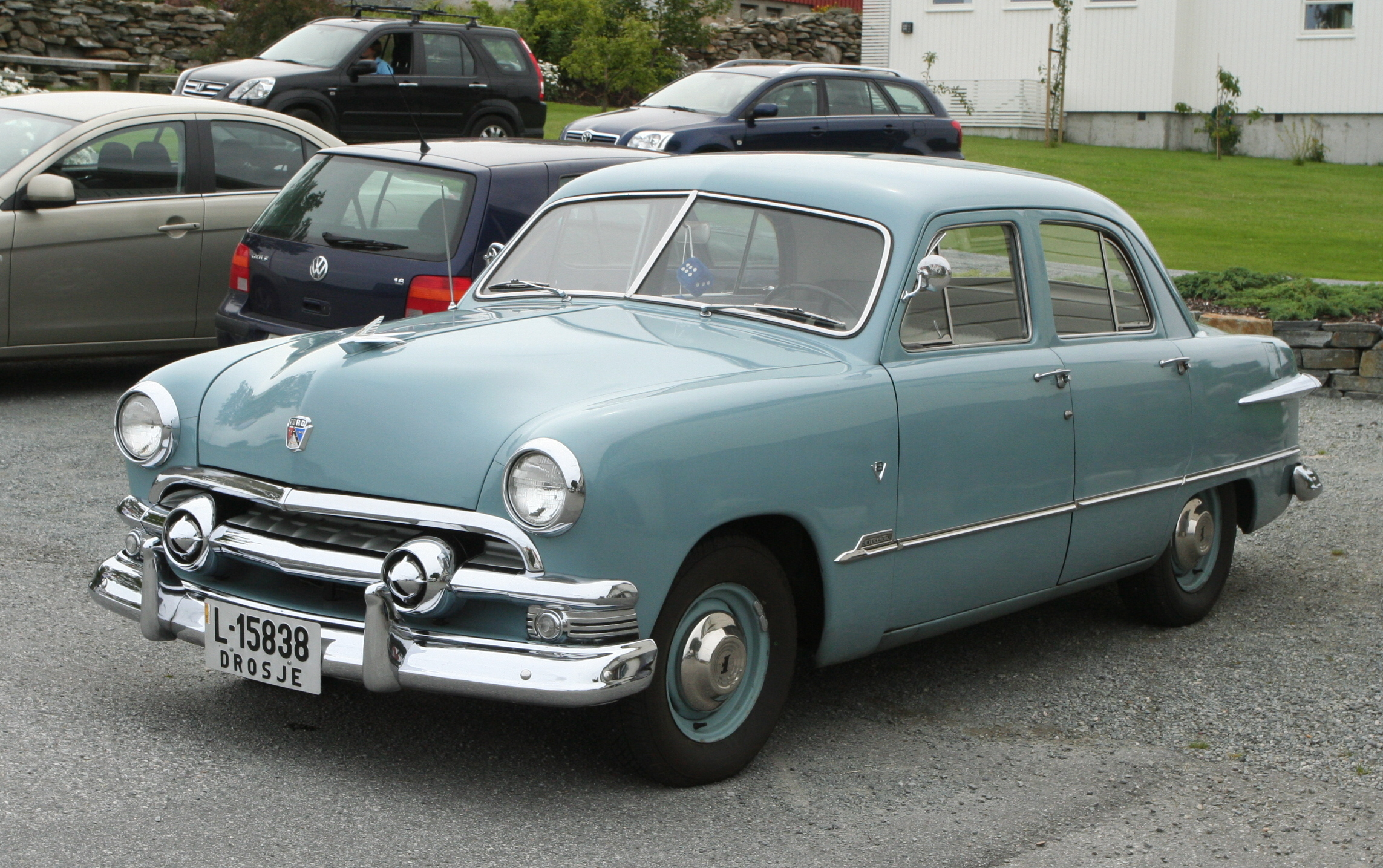
1951 Ford Custom DeLuxe 4-Door Sedan V8

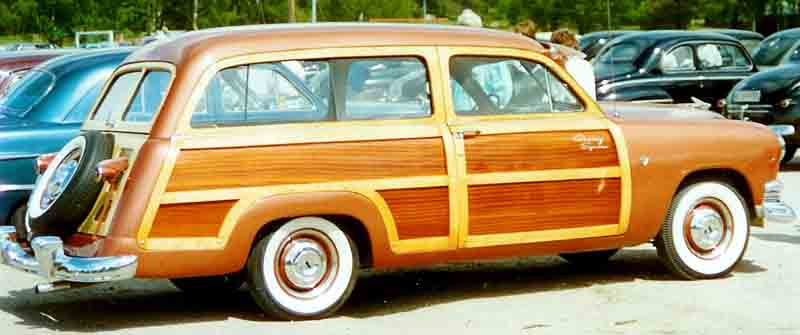
1951 Ford Country Squire

Modele Forda na rok 1951 zostały zaprezentowane w listopadzie 1950 roku. Tym razem samochody przeszły znaczny facelifting. Z przodu otrzymały szerszą atrapę chłodnicy, z dwoma imitacjami mniejszych wlotów powietrza ze stożkami, rozsuniętymi na boki (dual spinner). Imitacje wlotów były połączone środkową chromowaną belką, zachodzącą na boki samochodu. Światła postojowe były umieszczone jak w poprzednim roku, na karbowanych chromowanych wstawkach między środkową a dolną belką atrapy, lecz stały się okrągłe zamiast prostokątnych. Ozdoba na masce zmieniła się na skrzydlatą. Z tyłu samochody otrzymały klosze lamp z podwójnymi wystającymi stożkami. Zmieniło się też wnętrze samochodu, z nową kierownicą i deską przyrządów. Boczne listwy ozdobne były podobne do tych z poprzednich lat.
W gamie nadwozi główną zmianą było wprowadzenie po raz pierwszy modelu hardtop – Custom DeLuxe Victoria Hardtop, w celu konkurowania z istniejącym już od roku takim modelem Chevroleta. W odróżnieniu od niego i wprowadzonego nieco później modelu hardtop Plymouth Cranbrook Belvedere, oferował on silnik V8. Oprócz tego, odmiany samochodów i silniki pozostały takie same, jak w poprzednim roku. Wprowadzono jednak po raz pierwszy jako opcję automatyczną skrzynię biegów Ford-O-Matic (164 dolary). Ulepszono też zawieszenie i hamulce, a modele Custom DeLuxe otrzymały opony 15-calowe (6,70 x 15).
Gamę nadwozi i modeli stanowiły:

 DeLuxe:
- 2-Door (Tudor) Sedan – 2-drzwiowy sześciomiejscowy sedan (tudor)
- 4-Door (Fordor) Sedan – 4-drzwiowy sześciomiejscowy sedan
- Coupe – 2-drzwiowe trzymiejscowe coupé

 Custom DeLuxe:
- 2-Door (Tudor) Sedan – 2-drzwiowy sześciomiejscowy sedan (tudor)
- Crestliner – 2-drzwiowy sześciomiejscowy sedan (tudor)
- 4-Door (Fordor) Sedan – 4-drzwiowy sześciomiejscowy sedan
- Club Coupe – 2-drzwiowe pięciomiejscowe coupé
- Convertible – 2-drzwiowy sześciomiejscowy kabriolet (dach podnoszony hydraulicznie)
- Victoria – 2-drzwiowy sześciomiejscowy hardtop
- Country Squire Station Wagon – 3-drzwiowe ośmiomiejscowe kombi

W 1951 roku modelowym wyprodukowano na rynek USA 1 013 381 samochodów osobowych Ford, co dawało drugie miejsce pod względem udziału w rynku (17,43%). Większość produkcji (78,23%) stanowił model Custom DeLuxe; najliczniejszą wersją był nadal Custom DeLuxe 2-Door Sedan (317 869 sztuk) w cenie podstawowej 1615 dolarów, a za nim czterodrzwiowy sedan za 1666 dolarów. Ceny podstawowe wzrosły i wynosiły od 1424 (DeLuxe Coupe) do 2168 dolarów (Custom DeLuxe Country Squire Station Wagon). Hardtop Custom DeLuxe Victoria kosztował 2059 dolarów, a powstało ich 110 286.
Nowa gama modeli Ford 1952 roku została zaprezentowana 31 stycznia 1952.

## Inne rynki

### Australia

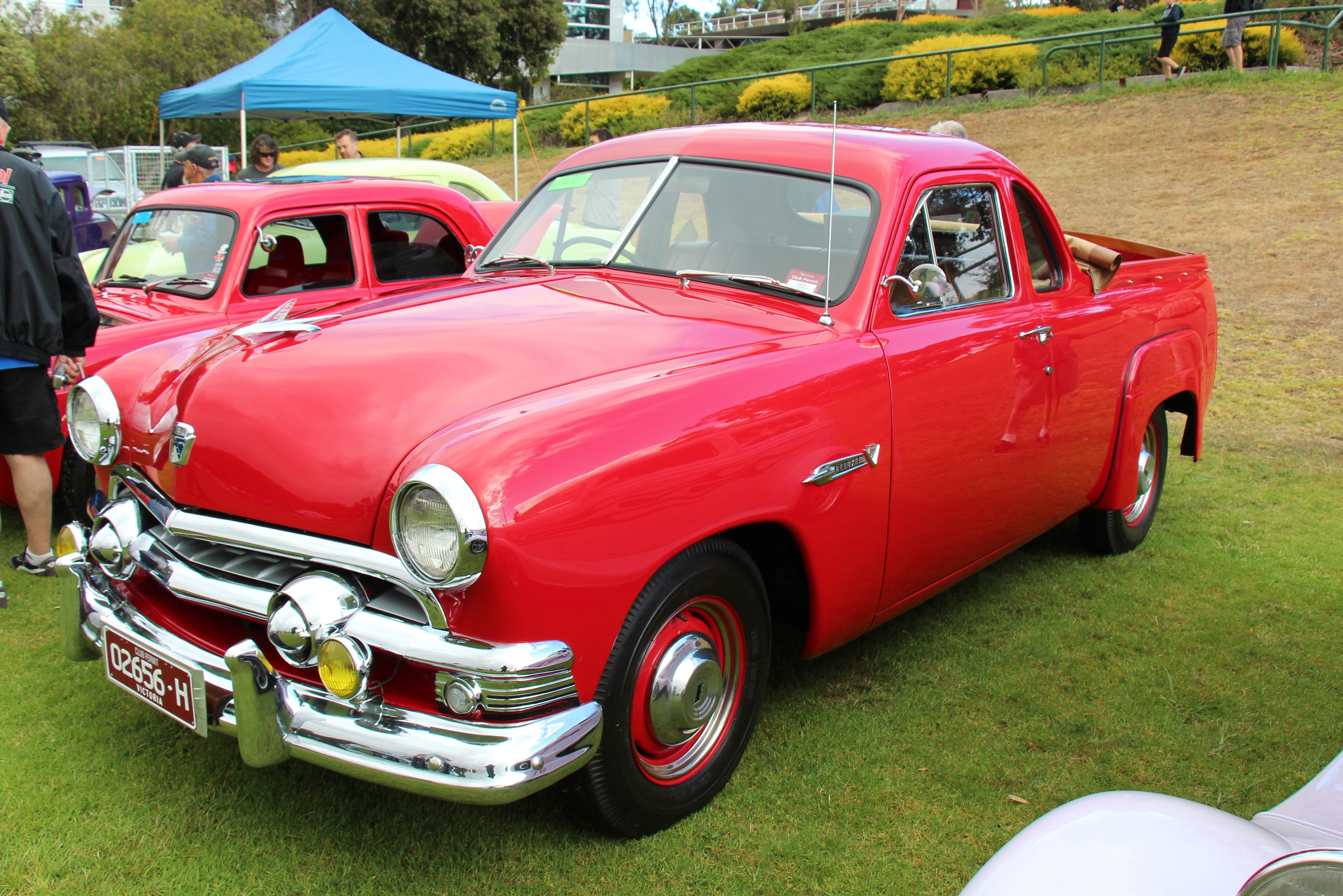
Australijski Ford Coupe Utility 1951

Modele analogiczne do amerykańskich były produkowane od 1949 roku także przez australijskie zakłady Forda, na tamtejsze rynki, przechodząc analogiczne modernizacje w 1950 i 1951 roku. Podstawowym modelem był 4-drzwiowy sedan, a ponadto opracowano specjalnie na rynek australijski sportowy pick-up (określany jako coupé utility). Od amerykańskich modele te odróżniały się ponadto przystosowaniem do ruchu lewostronnego (z kierownicą po prawej stronie). Produkowano je tylko z silnikiem V8. W 1950 roku odsetek komponentów australijskich w samochodach sięgnął 80%.

### Kanada
W Kanadzie, oprócz amerykańskich modeli Forda, sprzedawane były analogiczne modele w sieci dealerskiej Mercurego, wytwarzane od drugiej połowy 1948 roku pod lokalną marką Meteor, odróżniające się detalami oraz stylistyką przedniego pasa. Nowa gama Fordów stanowiła zarazem debiut marki Meteor. Model z 1949 roku różnił się od Forda atrapą chłodnicy typową dla Mercurego, z grubą poziomą belką z drobnymi pionowymi szczelinami, wypełniającą otwór atrapy. Obramowanie otworu było w pierwszym roku chromowane, a światła postojowe były podobne do Forda, z wydłużonymi poziomymi kloszami po bokach od atrapy. Samochody nosiły nazwę METEOR osobnymi literami z przodu maski, medalion firmowy na klapie bagażnika i inne kołpaki kół. W odróżnieniu od Fordów, dostępne były także w opcjonalnym dwukolorowym malowaniu. Produkowane były takie same modele DeLuxe i Custom, początkowo bez kabrioletu i kombi, a kosztowały około 65 dolarów więcej od Fordów.
W 1950 roku modelowym wyższy model przemianowano analogicznie na Custom DeLuxe i doszły odmiany kabriolet i kombi (jedynie montowane w Kanadzie), natomiast nie był tam oferowany lepiej wykończony Crestliner. Atrapa chłodnicy pozostała podobna, lecz usunięto chromowaną obwódkę, natomiast w ślad za Fordami, światła postojowe o kształcie równoległoboków umieszczono na grubych chromowanych panelach na dole atrapy. Wyprodukowano ich w tym roku ponad 26 tysięcy.
W 1951 roku modelowym Meteor otrzymał atrapę chłodnicy w innym stylu, z prostokątną chromowaną ramą wewnątrz z pięcioma pionowymi poprzeczkami. Podobnie do Forda, światła postojowe na chromowanych panelach stały się mniejsze okrągłe. Inne były też ozdoby. Do gamy nadwozi doszedł hardtop Meteor Custom DeLuxe Victoria. W 1952 roku samochody Meteor oparto na nowej gamie Forda.